# Frank Neubarth
Frank Neubarth (Hamburgo, 29 de julio de 1962) es un exjugador de fútbol  alemán que jugaba en la demarcación de delantero, militando catorce años en las filas Werder Bremen.
Tras su retirada se desempeñó como entrenador, llegando a entrenar al FC Schalke 04 en la temporada 2002-03. Anunció su retirada del fútbol profesional en 2011 y actualmente dirige equipos aficionados.

## Biografía
Frank Neubarth debutó como futbolista profesional en 1980 con el SC Concordia von 1907. Permaneció en el club un total de dos temporadas, donde marcó 23 goles en 65 partidos jugados. En 1982 fichó por el Werder Bremen. Jugó durante catorce años en el equipo. Además ganó la Bundesliga en 1988 y en 1993. También ganó la Copa de Alemania en 1991 y 1994, la Supercopa de Alemania en 1988, 1993 y 1994; la Recopa de Europa de fútbol en 1992, y la Copa Kirin, en 1982 y 1986. Tras 408 partidos y 135 goles marcados, Frank Neubarth se retiró como futbolista profesional. Tras retirarse, el Werder Bremen le fichó como entrenador del equipo juvenil. Ya en 1999 fichó como entrenador del SV Werder Bremen II para las tres temporadas siguientes. Posteriormente fichó por el FC Schalke 04. También entrenó al Holstein Kiel, FC Carl Zeiss Jena, y al VfB Oldenburg, último club al que entrenó, del que salió en marzo de 2013.

## Selección nacional
El 2 de abril de 1988, Frank Neubarth jugó su único partido con la selección de fútbol de Alemania Occidental contra Argentina en un partido que acabó por 1-0 a favor de la selección entrenada por Franz Beckenbauer.

## Clubes

### Como futbolista
| Club                  | País                | Año         | Partidos | Goles |
| --------------------- | ------------------- | ----------- | -------- | ----- |
| SC Concordia von 1907 | Alemania Occidental | 1980 - 1982 | 65       | 23    |
| Werder Bremen         | Alemania            | 1982 - 1996 | 408      | 135   |

### Como entrenador
| Club                | País     | Año         |
| ------------------- | -------- | ----------- |
| SV Werder Bremen II | Alemania | 1999 - 2002 |
| FC Schalke 04       | Alemania | 2002 - 2003 |
| Holstein Kiel       | Alemania | 2004 - 2006 |
| FC Carl Zeiss Jena  | Alemania | 2007        |
| VfB Oldenburg       | Alemania | 2011 - 2013 |
| TSV Verden          | Alemania | 2019 -      |

## Palmarés

### Como futbolista
Werder Bremen
- Bundesliga (2): 1988 y 1993
- Copa de Alemania (2): 1991 y 1994
- Supercopa de Alemania (3): 1988, 1993 y 1994
- Recopa de Europa de fútbol: 1992
- Copa Kirin: 1982 y 1986

### Como entrenador
SV Werder Bremen II
- Copa de Bremen (4): 1999, 2000, 2001 y 2002